# Campeonato de la SAFF 2011
El Campeonato de la SAFF 2011, denominado oficialmente por razones de patrocinio Campeonato Karbonn de la SAFF 2011 (Karbonn SAFF Championship 2011), fue la novena edición del Campeonato de la SAFF, torneo de fútbol a nivel de selecciones nacionales organizado por la Federación de fútbol del Sur de Asia (SAFF). Se llevó a cabo en la ciudad de Nueva Delhi, en India, y contó con la participación de 8 seleccionados nacionales masculinos.
India volvió a lograr el título alcanzado dos años antes tras superar a Afganistán en la final con una goleada por 4-0, consiguiendo de esta manera su sexto campeonato.

## Sede
Fue la primera vez que la ciudad de Nueva Delhi, capital india, albergó la competición. Todos los encuentros se disputaron en el Estadio Jawaharlal Nehru. Anteriormente, el país había sido anfitrión de la edición de 1999, con la ciudad de Margao como sede.
| Nueva Delhi              |
| ------------------------ |
| Nueva Delhi (UTC+05:30)  |
| Estadio Jawaharlal Nehru |
| Capacidad: 60 000        |
|                          |

## Formato
Las 8 selecciones participantes fueron divididas en 2 grupos de 4 equipos cada una. Dentro de cada grupo, las selecciones se enfrentaron bajo el sistema de todos contra todos, a una sola rueda, de manera tal que cada una de ellas disputó tres partidos. Los puntos se computaron a razón de 3 —tres— por partido ganado, 1 —uno— en caso de empate y 0 —cero— por cada derrota.
Las dos selecciones de cada grupo mejor ubicadas en la tabla de posiciones final pasaron a las semifinales. En dicha instancia, el primero de una zona enfrentó al segundo de la otra en un solo partido. Los ganadores se cruzaron en la final, cuyo vencedor se consagró campeón.

## Equipos participantes
| Equipos participantes | Equipos participantes | Equipos participantes | Equipos participantes |
| --------------------- | --------------------- | --------------------- | --------------------- |
| Afganistán            | Bután                 | Maldivas              | Pakistán              |
| Bangladés             | India                 | Nepal                 | Sri Lanka             |

### Sorteo
El sorteo de la competición se llevó a cabo en el Hotel Le Meridien, en la ciudad de Nueva Delhi, el 2 de noviembre de 2011. En el mismo estuvieron presentes el Secretario General de la Federación de Fútbol de la India, Kushal Das, el Secretario General de la Federación de fútbol del Sur de Asia, Alberto Colaco, y el Secretario General de la Asociación de Fútbol de las Maldivas, Shah Ismail.
A la derecha de cada selección, se marca su posición en la Clasificación mundial de la FIFA al momento del sorteo (correspondiente al mes de octubre de 2011).
| Grupo A          | Grupo B         |
| ---------------- | --------------- |
| India (160)      | Maldivas (162)  |
| Sri Lanka (177)  | Bangladés (141) |
| Afganistán (184) | Nepal (144)     |
| Bután (199)      | Pakistán (173)  |

## Fase de grupos
- Los horarios son correspondientes a la hora de India (UTC+5:30).

### Grupo A
| Pos. | Equipo     | Pts. | PJ | G | E | P | GF | GC | Dif. | Clasificación |
| ---- | ---------- | ---- | -- | - | - | - | -- | -- | ---- | ------------- |
| 1    | Afganistán | 7    | 3  | 2 | 1 | 0 | 12 | 3  | +9   | Semifinales   |
| 2    | India      | 7    | 3  | 2 | 1 | 0 | 9  | 1  | +8   | Semifinales   |
| 3    | Sri Lanka  | 3    | 3  | 1 | 0 | 2 | 4  | 6  | −2   |               |
| 4    | Bután      | 0    | 3  | 0 | 0 | 3 | 1  | 16 | −15  |               |

 Fuente: RSSSF
| 3 de diciembre de 2011 | India       | 1:1 (1:1) | Afganistán | Estadio Jawaharlal Nehru, Nueva Delhi |                                     |
| 15:00 (UTC+5:30)       | Chhetri 10' |           | Arezou 5'  | Árbitro(s): Nagor Amir Noor Mohamed   | Árbitro(s): Nagor Amir Noor Mohamed |

| 3 de diciembre de 2011 | Sri Lanka                  | 3:0 (2:0) | Bután | Estadio Jawaharlal Nehru, Nueva Delhi |                               |
| 18:00 (UTC+5:30)       | Zain 29' · Bandara 35' 65' |           |       | Árbitro(s): Masoud Tufayelieh         | Árbitro(s): Masoud Tufayelieh |

| 5 de diciembre de 2011 | Afganistán                   | 3:1 (2:1) | Sri Lanka | Estadio Jawaharlal Nehru, Nueva Delhi |                             |
| 15:00 (UTC+5:30)       | Ahmadi 22' 36' · Yamrali 79' |           | Zain 17'  | Árbitro(s): Timur Faizullin           | Árbitro(s): Timur Faizullin |

| 5 de diciembre de 2011 | Bután | 0:5 (0:2) | India                                        | Estadio Jawaharlal Nehru, Nueva Delhi |                           |
| 18:00 (UTC+5:30)       |       |           | Nabi 29' · Miranda 44' 58' · Chhetri 69' 84' | Árbitro(s): Sukhbir Singh             | Árbitro(s): Sukhbir Singh |

| 7 de diciembre de 2011 | Bután         | 1:8 (1:5) | Afganistán                                                                              | Estadio Jawaharlal Nehru, Nueva Delhi |                                 |
| 15:00 (UTC+5:30)       | Gyeltshen 22' |           | Yamrali 4' · Amiri 10' · Arezou 15' 18' 45+2' 83' · Sharityar 48' (pen.) · Mashriqi 60' | Árbitro(s): Nivon Robesh Gamini       | Árbitro(s): Nivon Robesh Gamini |

| 7 de diciembre de 2011 | India                                                  | 3:0 (0:0) | Sri Lanka | Estadio Jawaharlal Nehru, Nueva Delhi |                             |
| 18:00 (UTC+5:30)       | Lalpekhlua 50' · Chhetri 70' · Warakagoda 90+3' (a.g.) |           |           | Árbitro(s): Timur Faizullin           | Árbitro(s): Timur Faizullin |

### Grupo B
| Pos. | Equipo    | Pts. | PJ | G | E | P | GF | GC | Dif. | Clasificación |
| ---- | --------- | ---- | -- | - | - | - | -- | -- | ---- | ------------- |
| 1    | Maldivas  | 5    | 3  | 1 | 2 | 0 | 4  | 2  | +2   | Semifinales   |
| 2    | Nepal     | 5    | 3  | 1 | 2 | 0 | 3  | 2  | +1   | Semifinales   |
| 3    | Pakistán  | 3    | 3  | 0 | 3 | 0 | 1  | 1  | 0    |               |
| 4    | Bangladés | 1    | 3  | 0 | 1 | 2 | 1  | 4  | −3   |               |

 Fuente: RSSSF
| 2 de diciembre de 2011 | Bangladés | 0:0 | Pakistán | Estadio Jawaharlal Nehru, Nueva Delhi |                             |
| 15:00 (UTC+5:30)       |           |     |          | Árbitro(s): Timur Faizullin           | Árbitro(s): Timur Faizullin |

| 2 de diciembre de 2011 | Maldivas     | 1:1 (1:0) | Nepal      | Estadio Jawaharlal Nehru, Nueva Delhi |                           |
| 18:00 (UTC+5:30)       | Ashfaq 45+2' |           | S. Rai 51' | Árbitro(s): Sukhbir Singh             | Árbitro(s): Sukhbir Singh |

| 4 de diciembre de 2011 | Nepal       | 1:0 (0:0) | Bangladés | Estadio Jawaharlal Nehru, Nueva Delhi |                           |
| 15:00 (UTC+5:30)       | Thapa 90+5' |           |           | Árbitro(s): Santosh Kumar             | Árbitro(s): Santosh Kumar |

| 4 de diciembre de 2011 | Pakistán | 0:0 | Maldivas | Estadio Jawaharlal Nehru, Nueva Delhi |                                 |
| 18:00 (UTC+5:30)       |          |     |          | Árbitro(s): Nivon Robesh Gamini       | Árbitro(s): Nivon Robesh Gamini |

| 6 de diciembre de 2011 | Pakistán         | 1:1 (0:1) | Nepal      | Estadio Jawaharlal Nehru, Nueva Delhi |                                     |
| 15:00 (UTC+5:30)       | Ishaq 49' (pen.) |           | Khawas 37' | Árbitro(s): Nagor Amir Noor Mohamed   | Árbitro(s): Nagor Amir Noor Mohamed |

| 6 de diciembre de 2011 | Maldivas                   | 3:1 (2:1) | Bangladés  | Estadio Jawaharlal Nehru, Nueva Delhi |                               |
| 18:00 (UTC+5:30)       | Thariq 6' 17' · Ashfaq 70' |           | Shahed 29' | Árbitro(s): Masoud Tufayelieh         | Árbitro(s): Masoud Tufayelieh |

## Fase de eliminatorias

### Cuadro de desarrollo
|  | Semifinales                  | Semifinales |                               |   | Final | Final |
|  |                              |             |                               |   |       |       |
|  | 9 de diciembre – Nueva Delhi |             |                               |   |       |       |
|  |                              |             |                               |   |       |       |
|  | Maldivas                     | 1           |                               |   |       |       |
|  | Maldivas                     | 1           | 11 de diciembre – Nueva Delhi |   |       |       |
|  | India                        | 3           |                               |   |       |       |
|  | India                        | 3           | India                         | 4 |       |       |
|  | 9 de diciembre – Nueva Delhi |             | India                         | 4 |       |       |
|  |                              | Afganistán  | 0                             |   |       |       |
|  | Afganistán (t.s.)            | Afganistán  | 0                             | 1 |       |       |
|  | Afganistán (t.s.)            |             |                               | 1 |       |       |
|  | Nepal                        | 0           |                               |   |       |       |
|  | Nepal                        | 0           |                               |   |       |       |

### Semifinales
| 9 de diciembre de 2011 | Maldivas  | 1:3 (0:1) | India                               | Estadio Jawaharlal Nehru, Nueva Delhi |                             |
| 15:00 (UTC+5:30)       | Qasim 60' |           | Nabi 24' · Chhetri 70' (pen.) 90+1' | Árbitro(s): Timur Faizullin           | Árbitro(s): Timur Faizullin |

| 9 de diciembre de 2011 | Afganistán  | 1:0 (0:0, 0:0) (t. s.) | Nepal | Estadio Jawaharlal Nehru, Nueva Delhi |                               |
| 18:00 (UTC+5:30)       | Arezou 101' |                        |       | Árbitro(s): Masoud Tufayelieh         | Árbitro(s): Masoud Tufayelieh |

### Final
| 11 de diciembre de 2011 | India                                                                 | 4:0 (0:0) | Afganistán | Estadio Jawaharlal Nehru, Nueva Delhi |                           |
| 18:00 (UTC+5:30)        | Chhetri 71' (pen.) · Miranda 79' · Lalpekhlua 80' · S. K. Singh 90+5' |           |            | Árbitro(s): Sukhbir Singh             | Árbitro(s): Sukhbir Singh |

## Campeón
|                                  |
| Bandera de la India              |
| Campeón invicto India 6.º título |

## Estadísticas

### Tabla general
| Pos. | Equipo     | Pts | PJ | PG | PE | PP | GF | GC | Dif. | Rend.  |
| ---- | ---------- | --- | -- | -- | -- | -- | -- | -- | ---- | ------ |
| 1    | India      | 13  | 5  | 4  | 1  | 0  | 16 | 2  | +14  | 86,66% |
| 2    | Afganistán | 10  | 5  | 3  | 1  | 1  | 13 | 7  | +6   | 66,66% |
| 3    | Maldivas   | 5   | 4  | 1  | 2  | 1  | 5  | 5  | 0    | 41,66% |
| 4    | Nepal      | 5   | 4  | 1  | 2  | 1  | 3  | 3  | 0    | 41,66% |
| 5    | Pakistán   | 3   | 3  | 0  | 3  | 0  | 1  | 1  | 0    | 33,33% |
| 6    | Sri Lanka  | 3   | 3  | 1  | 0  | 2  | 4  | 6  | -2   | 33,33% |
| 7    | Bangladés  | 1   | 3  | 0  | 1  | 2  | 1  | 4  | -3   | 11,11% |
| 8    | Bután      | 0   | 3  | 0  | 0  | 3  | 1  | 16 | -15  | 0%     |

### Goleadores
7 goles
- Sunil Chhetri

6 goles
- Balal Arezou

3 goles
- Clifford Miranda

2 goles
- Sandjar Ahmadi
- Ata Yamrali
- Syed Rahim Nabi
- Jeje Lalpekhlua
- Ali Ashfaq
- Ahmed Thariq
- Nipuna Bandara
- Mohamed Zain

1 gol
- Zohib Islam Amiri
- Mohammad Mashriqi
- Djelaludin Sharityar
- Shahedul Alam Shahed
- Chencho Gyeltshen
- Sushil Kumar Singh
- Shamweel Qasim
- Bharat Khawas
- Sandip Rai
- Sagar Thapa
- Samar Ishaq

Autogol
- Bandara Warakagoda (ante India)

### Premio al Mejor jugador
| Jugador       | Selección |
| ------------- | --------- |
| Sunil Chhetri | India     |

### Premio al Juego Limpio
| Selección |
| --------- |
| India     |

## Transmisión

### YouTube Live
En un trato de negocios con el World Sport Group, la SAFF dio los derechos exclusivos de marketing y transmisión a dicho grupo, y todos los partidos pudieron ser vistos en YouTube. Los partidos en vivo eran a escala global excepto en la India, en donde se podían ver con cierto retraso de horario.

### Televisión
| País                                                                   | Canal                                      |
| ---------------------------------------------------------------------- | ------------------------------------------ |
| - Afganistán - Bangladés - Bután - India - Maldivas - Nepal - Pakistán | TEN Action+ NEO Sports Ariana TV1 MNBC One |

1: Solo los partidos de Afganistán.